# Hun Sen
Hun Sen (Kampong Cham, 5 de agosto de 1952) é um político e ex-comandante militar, antigo primeiro-ministro do Camboja, ocupando a posição de chefe de governo de 26 de dezembro de 1984  a 2 de julho de 1993 e de 30 de novembro de 1998 a 22 de agosto de 2023, sendo assim um dos líderes mais antigos do mundo. Ele também é o presidente do Partido do Povo Cambojano (CPP) e membro da Assembleia Nacional por Kandal. Seu título honorário completo é Samdech Akka Moha Sena Padei Techo Hun Sen (em quemer:  ស ម្តេ ច អគ្គមហាសេនាបតី តេ ជោ ហ៊ុន សែន; pronúncia: Sɑmdac ʔakkeaʔ mɔhaː senaː paɗəj tecoː hɔn saen; Significado: "Senhor Primeiro Ministro e Comandante Militar Supremo Hun Sen").
Nascido Hun Bunal, ele mudou seu nome para Hun Sen em 1972, dois anos depois de ingressar no Khmer Vermelho como soldado. Ele lutou pelo Khmer Vermelho na Guerra Civil Cambojana e foi Comandante de Batalhão no Kampuchea Democrático até desertar em 1977 e lutar ao lado das forças vietnamitas na Guerra Camboja-Vietnamita. De 1979 a 1986 e novamente de 1987 a 1990, ele serviu como ministro das Relações Exteriores do Camboja no governo vietnamita ocupado. Aos 26 anos, ele também era o ministro das Relações Exteriores mais jovem do mundo.
Hun Sen ascendeu ao cargo de primeiro-ministro em janeiro de 1985, quando a Assembleia Nacional de partido único o nomeou para suceder Chan Sy, que havia morrido no cargo em dezembro de 1984. Ele ocupou o cargo até as eleições de 1993 apoiadas pela ONU, que resultaram em um parlamento dividido, com o partido de oposição FUNCINPEC ganhando a maioria dos votos. Sen se recusou a aceitar o resultado. Após negociações com a FUNCINPEC, Norodom Ranariddh e Hun Sen concordaram em servir simultaneamente como Primeiro e Segundo Primeiro Ministro, até que a coalizão se desfez e Sen orquestrou um golpe de estado em 1997 que derrubou Ranariddh. Desde 1998, Hun Sen liderou o CPP a vitórias eleitorais consecutivas e muitas vezes controversas, supervisionando o rápido crescimento e desenvolvimento econômico, mas também a corrupção, o desmatamento e as violações dos direitos humanos. Em 2013, Hun Sen e o CPP foram reeleitos com uma maioria significativamente reduzida. Alegações de fraude eleitoral levaram a protestos antigovernamentais generalizados. Em 2018, ele foi eleito para um sexto mandato em uma votação praticamente sem oposição após a dissolução do partido de oposição, com o CPP conquistando todas as cadeiras na Assembleia Nacional. Ele está atualmente servindo em seu sexto mandato como primeiro-ministro em regime de partido único de fato.
Acredita-se que ele não tenha uma ideologia política central. Na política externa, Sen fortaleceu nos últimos anos uma estreita aliança diplomática e econômica com a China, que realizou projetos de infraestrutura de grande escala e investimentos no Camboja sob a Nova Rota da Seda. Enquanto isso, Sen tem frequentemente criticado as potências ocidentais em resposta às suas sanções ao Camboja sobre questões de direitos humanos e tem supervisionado uma série de disputas diplomáticas com a vizinha Tailândia.
Ele foi descrito como um "operador astuto que destrói seus oponentes políticos" pelo The Sydney Morning Herald e como um líder autoritário que assumiu um poder altamente centralizado no Camboja e considerável riqueza pessoal usando violência e corrupção, incluindo uma guarda pessoal que rivaliza com o exército regular do país.

## Biografia

### Vida política
Com um pouco mais de vinte anos, adentrou à guerrilha do Khmer Vermelho que combatia o governo de Lon Nol, apoiado pelos Estados Unidos. Em 1975, tomou parte da tomada da capital, Phnom Penh, durante a qual perdeu um olho na batalha.
Na última fase do domínio do Khmer Vermelho, de 1975 a 1979, se virou contra Pol Pot e passou para a fileira dos vietnamitas. Em 1980, depois que o Vietname invadiu o Cambodja e desbancou o Khmer Vermelho, tornou-se um dos principais expoentes do novo governo. Assumiu com apenas 28 anos o cargo de ministro do exterior. Além disso, era um dos membros de destaque do comitê central do Partido Popular Cambodjano.
Enquanto ministro do exterior, desenvolveu uma função fundamental nos tratados de paz, em Paris, assumindo uma notoriedade muito vasta. Foi assim que, quando os vietnamitas começaram a negociar uma pacificação entre o governo de Phnom Penh e a resistência realista de Norodom Sihanouk, então aliada do Khmer Vermelho, Hun Sen, em 1985, foi nomeado presidente do conselho de ministros, substituindo Chea Sim, morto algumas semanas antes. Em 1987, o seu governo foi acusado pela Anistia Internacional de torturar prisioneiros políticos.

### Ascensão ao poder
Em 1991, quando Norodom Sihanouk aceitou colaborar com o governo, Hun Sen se tornou o líder efetivo do Cambodja, ultrapassando também Heng Samrim. Em particular, no mesmo ano, obteve o controle do PRPK, que se tornou Partido Popular Cambodjano, PPC, enquanto a República Popular do Kampuchea foi transformada no provisório "Estado do Cambodja", do qual Hun Sen se tornou imediatamente o primeiro-ministro.
Após as eleições de 1993, foi todavia obrigado a dividir o cargo, ficando com a qualificação formal de segundo primeiro-ministro. O líder do partido realista (Funcinpec), príncipe Norodom Ranariddh, filho do então rei Norodom Sihanouk, passou a primeiro-ministro. Entretanto, a influência de Sen permanecia muito extensa, graças ao fato de muitos funcionários do governo e militares fazerem parte do PPC.
A luta pelo poder entre os dois continuou até 1997, quando Hun Sen promoveu um feroz golpe de estado acusando Norodom Ranariddh de fomentar a anarquia militar para tomar o controle da capital. Houve violência intensa na capital e em outras zonas do país. Ung Huot se tornou o novo primeiro-ministro, uma vez que o rei foi obrigado a aceitar o fato como consumado. As eleições de 1998 permitiram a Hun Sen retomar todo o poder.

### Primeiro-ministro do Camboja
As eleições de julho de 2003 deram força à nova situação política. O PPC obteve a maioria relativa (47%), mas não teve o numerário para formar um governo. Somente na metade de 2004 o PPC conseguiu alcançar um acordo com o Funcinpec, dando vida a um governo de coalização. Hun Sen tornou-se primeiro-ministro, enquanto Norodom Ranariddh se tornou presidente da Assembléia Nacional.
No curso do seu governo, Hun Sen tomou importante medidas como uma revisão constitucional que removeu a obrigação do voto de dois terços da Assembléia Nacional para formar um governo. Além disso, tomou uma decisão muito controversa, em 2007, quando permitiu a venda de terras para investidores estrangeiros, expulsando os ocupantes anteriores. Do ponto de vista da política externa, reforçou os laços com o Vietname. Atualmente o país vizinho é o terceiro importador de bens cambodjanos. Empenhado em reforçar as ligações com as nações da área, além disso, em 2006, recebeu o premier chinês Wen Jiabao, louvando a China como a amiga mais fiel do Cambodja. Permaneceram, porém, frias as relações com a Tailândia em referência a algumas questões de fronteira, que em 2008, levaram até mesmo a alguns conflitos perto do templo Preah Vihear.
Em 2004, Norodom Sihamoni se tornou o novo rei, após a abdicação de Sihanouk. Em 2007, se tornou senador vitalício do Parlamento Mundial dos Estados pela Segurança e a Paz.
A autoridade de Hun Sen foi novamente reforçada nas eleições de julho de 2008, visto que o PPC conquistou 58% os votos. Tendo o numerário suficiente para governar, permitiu ao Funcinpec, que conquistara apenas 5%, em comparação com os 20% de 2003, permanecer na coalização, mas impondo ao general Nek Bhun Chhay como novo chefe do partido.
Atualmente Hun Sen é o chefe de governo com o maior tempo de mandato no sudeste asiático. Os seus opositores o acusam de ser um ditador que domina com o uso da força, ou de estar a serviço do Vietname. Seus defensores alegam que ele serve apenas ao povo cambodjano. O relatório Global Witness o acusou de corrupção, e em particular, de negociar a cessão para proprietários privados de matérias primas cambodjanas unicamente para vantagem pessoal.
A carreira política de Hun Sen começou como membro do Khmer Vermelho, alcançando a posição de comandante de batalhão. Conjuntamente com Heng Samrin e Chea Sim foi incumbido de implementar campos de trabalhos forçados e de extermínio de "indesejáveis" no leste do Cambodja.
Em 1977, desentendeu-se com Pol Pot e foi forçado a fugir para o Vietname. Aí juntou-se à Frente Unida pela Salvação Nacional da Campucheia. Regressou ao Camboja, em 1978, quando o Vietname invadiu e expulsou o regime de Pol Pot. O Vietname estabeleceu a República Popular da Campucheia na qual Hun Sen se tornou um membro proeminente. Apoiado pelos vietnamitas, Hun Sen rapidamente chegou à posição de primeiro-ministro da República Popular.
É o único líder do Partido Popular Cambojano (PPC), que governa o Camboja desde a invasão vietnamita que derrubou o regime do Khmer Vermelho, em 1979. Desde a restauração da democracia multi-partidária, em 1993, o PPC está no governo em coligação com o partido monárquico FUNCIPEC. O país tem registrado uma administração neoliberal desde a ascensão dele ao poder.

## Vida pessoal
Hun Sen é casado com Bun Rany. Eles têm 6 filhos, incluindo uma filha adotiva: Kamsot (falecido), Manet, Mana, Manith, Mani e Mali. O casal também adotou uma filha (que não é citada nas fontes da mídia) em 1988, mas eles a deserdaram legalmente em 2007 por ser lésbica. Em 2010, Manet foi promovido a major-general das Forças Armadas Reais do Camboja (RCAF) e tornou-se o vice-comandante do quartel-general da guarda-costas do primeiro-ministro. Todos os três filhos de Hun Sen desempenham papéis importantes em seu governo. Seu irmão mais velho, Hun Neng, é ex-governador de Kampong Cham e atualmente membro do parlamento.
Fluente em vietnamita, além de seu nativo Khmer. Hun Sen também fala um pouco de inglês depois de começar a aprender o idioma na década de 1990, mas geralmente conversa em khmer por meio de intérpretes ao dar entrevistas formais para a mídia de língua inglesa.
É budista. Ele fez grandes doações para a renovação de numerosos pagodes, incluindo Wat Vihear Suor.